# 대전시 동구·중구
대전시 동구·중구는 대한민국의 옛 국회의원 선거구이다. 당시 충청남도 대전시 동구와 중구 지역을 관할했다.

## 역사
1977년 9월, 대전시에 구제가 실시되면서 동구와 중구가 신설되었다. 이에 따라 제10대 국회의원 선거를 앞두고 대전시 선거구가  대전시 동구·중구 선거구로 개편되었다.
제11대 국회의원 선거를 앞두고 대전시 동구, 대전시 중구 선거구로 각각 개편되면서 폐지되었다.

## 역대 국회의원
| 선거   | 정당 | 정당   | 1위 의원 | 정당 | 정당       | 2위 의원 |
| ------ | ---- | ------ | -------- | ---- | ---------- | -------- |
| 1978년 |      | 무소속 | 임호     |      | 민주공화당 | 김용태   |

## 역대 선거 결과

### 대한민국 제10대 국회의원 선거
|  | 34.41% |

|  | 28.90% |

|  | 16.80% |

|  | 16.05% |

|  | 2.29% |

|  | 1.51% |